# Інкорпораціонізм
Інкорпораціонізм — програма інкорпорації до відновленої 1918 Польської держави українських, білоруських і литовських етнічних земель. Підтримувалася правими польськими угрупованнями. Р.Дмовський, який найбільш виразно формулював і послідовно обстоював І., хоч і не ратував за відновлення Польщі в межах кордонів 1772 (див. Поділи Польщі 1772, 1793, 1795), але домагався безумовного введення до її складу колишніх Ковенської, Віленської та Гродненської губерній, а на півд. сході не лише Східної Галичини, а й більшої частини Волині й значної — Поділля. «Лінія Дмовського» (липень 1917) сягала майже м. Овруч, а далі проходила рікою Ушиця до її впадіння в Дністер. Обговорення «карти Дмовського» на засіданнях (травень–жовтень 1918) Польського національного комітету в Парижі (Франція) виявило як прихильників, так і противників саме такого (інкорпораційного) розширення Польщі за рахунок східних земель. На відміну від прихильників І., прихильники федераціонізму ратували за проведення польської експансії на Схід для створення там залежних від Польщі сусідніх держав. Політика І. передбачала, зокрема, новий перерозподіл України між Польщею та білогвардійською Росією (див. Білий рух), виключаючи будь-яку можливість існування української державності. Незважаючи на розбіжності між І. і федераціонізмом, ці політичні напрямки органічно доповнювали один одного в здійсненні «української політики». Інкорпораціоніст Р.Дмовський зображав Українську Народну Республіку та Українську Державу як «витвір німців» і наполягав на приєднанні до Польщі українських земель, а федераціоніст Ю.Пілсудський політикою «доконаних фактів» полегшував прийняття відповідних рішень.